# Stiptotarsus tersus
Stiptotarsus tersus är en skalbaggsart som beskrevs av Vladimir Balthasar 1963. Stiptotarsus tersus ingår i släktet Stiptotarsus och familjen bladhorningar. Inga underarter finns listade i Catalogue of Life.